# 河津川
河津川（かわづがわ）は、静岡県賀茂郡河津町を流れる河川。二級水系の本流。

## 地理
天城山の西陵に位置する八丁池（標高1,125m）南方の山中を水源とし、天城峠の西斜面から流れる荻ノ入川が出合滝で合流し、大鍋川、佐野川等の支川を合わせて河津平野を南東方向に流下し、河津谷津川を合流して相模灘に注ぐ、流域面積80.8km2、総幹川流路延長約16.4kmの二級河川である。流域は全て河津町に属する。
源流部には天然ブナ林があり、「天城山・水源の森」として水源の森百選に選定されており、天城山の北斜面が狩野川源流、南斜面が河津川源流になっている。天然アユの遡上が多いことで有名でもある。このほか、秋から冬に掛けてズガニ（モクズガニ）の漁が行われる。
早咲きの桜として有名な河津桜の原木は、河津町田中の河津川の河原（豊泉橋付近）で採取され、現在では河津川の河口付近の谷津地区から役場付近の峰地区まで河津桜の並木が続いており、毎年早春に行われる「河津桜まつり」で賑わっている。